# David Palmi
David Palmi (ur. 23 marca 1980) – czeski kierowca wyścigowy.

## Biografia
Jest synem Ivo, który był kierowcą wyścigowym. Rywalizację samochodami jednomiejscowymi rozpoczął w 1999 roku. W 2000 roku zajął piąte miejsce w klasyfikacji Czeskiej Formuły Ford, a rok później był czwarty. W 2002 roku zdobył Van Diemenem mistrzostwo Czech w dywizji 3, wygrał także Puchar Formuły Ford BPA. W 2003 roku po raz kolejny zwyciężył w Pucharze Formuły Ford BPA. W latach 2003–2004 był wicemistrzem Czech w dywizji 3. W 2007 roku zakupił samochód Formuły Renault. Startował nim wówczas w Polskiej Formule 2000 (15. miejsce w klasyfikacji generalnej) oraz Austriackiej Formule Renault 2.0 (jedna wygrana, szóste miejsce w klasyfikacji końcowej). W 2008 roku został wicemistrzem Europy Strefy Centralnej w dywizji 2, a także wicemistrzem Czech w dywizji 2. Sezon 2009 zakończył zdobyciem drugiego tytułu mistrza Czech i zdobyciem Pucharu Karpat Formuły Renault 2.0. Uczestniczył wówczas ponadto w Austriackiej (dziewiąte miejsce) i Północnoeuropejskiej Formule Renault 2.0 (33 pozycja). W roku 2010 ponownie zdobył Puchar Karpat Formuły Renault 2.0. W Północnoeuropejskim Pucharze Formuły Renault 2.0 zajął dziesiąte miejsce, a w klasie E2-2000 Mistrzostw Europy Strefy Centralnej był czternasty. 2011 rok to trzynaste miejsce w klasyfikacji Austriackiego Pucharu Formuły Renault. W tym samym roku podjął współpracę z Extreme Racing i rozpoczął rywalizację BMW E46. Rok później zespół Extreme Racing zmienił nazwę na AF Cars i zakupił Ferrari F430 GT, a w 2013 – Ferrari 458 GT3. Palmi uczestniczył wówczas m.in. w serii Superstars GT Sprint. W 2015 roku powrócił do rywalizacji BMW E46, zdobywając siódme miejsce w klasie D4-2000 Mistrzostw Europy Strefy Centralnej. W sezonie 2016 rywalizował BMW Z4 GT3 w klasie D4+3500 Mistrzostw Europy Strefy Centralnej.

## Wyniki
| Legenda oznaczeń w tabelach wyników Wyświetl szablon na nowej stronie | Legenda oznaczeń w tabelach wyników Wyświetl szablon na nowej stronie                                                                     |
| Oznaczenie                                                            | Wyjaśnienie |
| --------------------------------------------------------------------- | --- |
| Złoty                                                                 | Zwycięzca lub mistrzostwo |
| Srebrny                                                               | 2. miejsce lub wicemistrzostwo |
| Brązowy                                                               | 3. miejsce lub II wicemistrzostwo |
| Zielony                                                               | Ukończył, punktował (w klasyfikacji generalnej, gdy zdobył co najmniej jeden punkt na przestrzeni sezonu, poza trzema powyższymi opcjami) |
| Niebieski                                                             | Ukończył, nie punktował (w klasyfikacji generalnej, gdy nie zdobył co najmniej jednego punktu na przestrzeni sezonu)                      |
| Czerwony                                                              | Nie zakwalifikował się (NZ) |
| Czerwony                                                              | Nie prekwalifikował się (NPK) |
| Różowy                                                                | Nie ukończył (NU) |
| Różowy                                                                | Niesklasyfikowany (NS) (w klasyfikacji generalnej, gdy nie został sklasyfikowany w żadnym wyścigu sezonu)                                 |
| Czarny                                                                | Zdyskwalifikowany (DK) |
| Czarny                                                                | Wykluczony (WYK/EX) |
| Biały                                                                 | Nie wystartował (NW) |
| Biały                                                                 | Kontuzjowany (K/INJ) |
| Biały                                                                 | Wyścig odwołany (OD/C) |
| Bez koloru                                                            | Został wycofany (WYC/WD) |
| Bez koloru                                                            | Nie przybył (NP/DNA) |
| Bez koloru                                                            | Nie brał udziału w treningach (NT/DNP) |
| Bez koloru                                                            | Nie został zgłoszony (–) |
| Pogrubienie                                                           | Start z pole position |
| Kursywa                                                               | Najszybsze okrążenie wyścigu |
| †                                                                     | Nie ukończył, ale jego rezultat został zaliczony ze względu na przejechanie więcej niż 90% dystansu wyścigu.                              |
| *                                                                     | Sezon w trakcie |
| 1/2/3                                                                 | Punktowana pozycja w sprincie kwalifikacyjnym                                                                                             |
| Lista systemów punktacji Formuły 1                                    | |

### Polska Formuła 3
| Rok  | Zespół           | Samochód      | Silnik  | Wyniki w poszczególnych eliminacjach | Wyniki w poszczególnych eliminacjach | Wyniki w poszczególnych eliminacjach | Wyniki w poszczególnych eliminacjach | Wyniki w poszczególnych eliminacjach | Wyniki w poszczególnych eliminacjach | Wyniki w poszczególnych eliminacjach | Wyniki w poszczególnych eliminacjach | Wyniki w poszczególnych eliminacjach | Pkt. | Msc. |
| ---- | ---------------- | ------------- | ------- | ------------------------------------ | ------------------------------------ | ------------------------------------ | ------------------------------------ | ------------------------------------ | ------------------------------------ | ------------------------------------ | ------------------------------------ | ------------------------------------ | ---- | ---- |
| 2007 |                  |               |         | Polska                               | Polska                               | Niemcy                               | Niemcy                               | Polska                               | Węgry                                | Węgry                                | Polska                               | Polska                               | 5    | 15   |
| 2007 | Palmi Motorsport | Tatuus FR2000 | Renault | -                                    | -                                    | -                                    | -                                    | -                                    | -                                    | -                                    | 4                                    | NU                                   | 5    | 15   |

### Północnoeuropejski Puchar Formuły Renault 2.0
| Rok  | Zespół           | Samochód      | Silnik  | Wyniki w poszczególnych eliminacjach | Wyniki w poszczególnych eliminacjach | Wyniki w poszczególnych eliminacjach | Wyniki w poszczególnych eliminacjach | Wyniki w poszczególnych eliminacjach | Wyniki w poszczególnych eliminacjach | Wyniki w poszczególnych eliminacjach | Wyniki w poszczególnych eliminacjach | Wyniki w poszczególnych eliminacjach | Wyniki w poszczególnych eliminacjach | Wyniki w poszczególnych eliminacjach | Wyniki w poszczególnych eliminacjach | Wyniki w poszczególnych eliminacjach | Wyniki w poszczególnych eliminacjach | Wyniki w poszczególnych eliminacjach | Wyniki w poszczególnych eliminacjach | Wyniki w poszczególnych eliminacjach | Wyniki w poszczególnych eliminacjach | Wyniki w poszczególnych eliminacjach | Pkt. | Msc. |
| ---- | ---------------- | ------------- | ------- | ------------------------------------ | ------------------------------------ | ------------------------------------ | ------------------------------------ | ------------------------------------ | ------------------------------------ | ------------------------------------ | ------------------------------------ | ------------------------------------ | ------------------------------------ | ------------------------------------ | ------------------------------------ | ------------------------------------ | ------------------------------------ | ------------------------------------ | ------------------------------------ | ------------------------------------ | ------------------------------------ | ------------------------------------ | ---- | ---- |
| 2009 |                  |               |         | Holandia                             | Holandia                             | Niemcy                               | Niemcy                               | Finlandia                            | Finlandia                            | Niemcy                               | Niemcy                               | Holandia                             | Holandia                             | Czechy                               | Czechy                               | Niemcy                               | Niemcy                               | Belgia                               | Belgia                               |                                      |                                      |                                      | 9    | 33   |
| 2009 | Palmi Motorsport | Tatuus FR2000 | Renault | -                                    | -                                    | -                                    | -                                    | -                                    | -                                    | -                                    | -                                    | -                                    | -                                    | 16                                   | 17                                   | -                                    | -                                    | -                                    | -                                    |                                      |                                      |                                      | 9    | 33   |
| 2010 |                  |               |         | Niemcy                               | Niemcy                               | Czechy                               | Czechy                               | Holandia                             | Holandia                             | Niemcy                               | Niemcy                               | Niemcy                               | Holandia                             | Holandia                             | Czechy                               | Czechy                               | Czechy                               | Belgia                               | Belgia                               | Belgia                               | Niemcy                               | Niemcy                               | 117  | 10   |
| 2010 | Palmi Motorsport | Tatuus FR2000 | Renault | -                                    | -                                    | NU                                   | 22                                   | -                                    | -                                    | 13                                   | 11                                   | 14                                   | -                                    | -                                    | 12                                   | 16                                   | 9                                    | -                                    | -                                    | -                                    | -                                    | -                                    | 117  | 10   |